# Liste der Eisenbahnstrecken in der Verwaltung der Direktion Mainz
Die Liste der Eisenbahnstrecken in der Verwaltung der Direktion Mainz verzeichnet die Bahnstrecken, die der Zuständigkeit der Direktion Mainz, die im Laufe ihres Bestehens die Bezeichnungen Eisenbahndirektion Mainz, Reichsbahndirektion Mainz und Bundesbahndirektion Mainz trug, unterstanden. Die Eisenbahndirektion Mainz wurde 1897 gegründet, um die verstaatlichten Strecken der ehemaligen Hessischen Ludwigsbahn und Strecken der ehemaligen Großherzoglich Hessischen Staatseisenbahnen zu verwalten und 1972 als Bundesbahndirektion aufgelöst.
| Offizielle Bezeichnung                                        | Lemmata in der Wikipedia                                                          | Zugang     | Abgang | Anmerkung |
| ------------------------------------------------------------- | --------------------------------------------------------------------------------- | ---------- | ------ | --- |
| Koblenz–Bingerbrück–Mainz–Bischofsheim–Groß-Gerau–Darmstadt   | Linke Rheinstrecke Rhein-Main-Bahn                                                | 1897       |        | |
| Darmstadt–Babenhausen–Landesgrenze–Aschaffenburg              | Rhein-Main-Bahn                                                                   | 1897       |        | |
| Bischofsheim–Goldstein                                        | Mainbahn                                                                          | 1897       |        | „Goldstein“ ist eine ehemalige Bezeichnung für den Bahnhof Frankfurt am Main Stadion. 1907 wurde die Zuständigkeit für den Bahnhof Goldstein an die Eisenbahndirektion Frankfurt/Main abgegeben.                                 |
| Hammelstrift–Kranichstein                                     |                                                                                   | 1897       |        | |
| Bingerbrück–Kirn                                              | Nahetalbahn                                                                       | 1897       |        | 1904 Abgabe des Abschnitts Bad Münster am Stein (ausschließlich)–Kirn an die Eisenbahndirektion St. Johann/Saarbrücken |
| Langenlonsheim–Simmern                                        | Hunsrückquerbahn                                                                  | 1897       | 1904   | Abgabe an die Eisenbahndirektion St. Johann/Saarbrücken |
| Kempten (Bingen)–Alzey–Monsheim–Worms                         | Bahnstrecke Worms–Bingen Stadt                                                    | 1897       |        | Kempten ist der heutige Haltepunkt Bingen-Kempten |
| Monsheim–Hohensülzen–Landesgrenze                             | Pfälzische Nordbahn                                                               | 1897       |        | |
| Monsheim–Wachenheim–Mölsheim–Landesgrenze                     | Zellertalbahn                                                                     | 1897       |        | |
| Mainz–Armsheim–Wendelsheim                                    | Wiesbachtalbahn                                                                   | 1897       |        | |
| Bodenheim–Gau-Odernheim–Alzey–Wahlheim–Landesgrenze           | Bahnstrecke Bodenheim–Alzey Donnersbergbahn                                       | 1897       |        | |
| Mainz–Osthofen–Worms–Landesgrenze                             | Bahnstrecke Mainz–Mannheim                                                        | 1897       |        | |
| Worms-Rosengarten–Biblis–Goddelau-Erfelden–Goldstein          | Bahnstrecke Mannheim–Frankfurt am Main Bahnstrecke Darmstadt–Worms                | 1897       |        | „Worms-Rosengarten“ ist die Bezeichnung für den ehemaligen rechtsrheinischen Bahnhof von Worms, Bahnhof Rosengarten „Goldstein“ ist eine ehemalige Bezeichnung für den Bahnhof Frankfurt am Main Stadion                         |
| Rosengarten–Lampertheim                                       | Bahnstrecke Weinheim–Worms                                                        | 1897       |        | „Rosengarten“ ist die Bezeichnung für den ehemaligen rechtsrheinischen Bahnhof von Worms, Bahnhof Rosengarten |
| Hofheim–Bensheim                                              | Nibelungenbahn                                                                    | 1897       |        | |
| Biblis–Lampertheim–Landesgrenze–Waldhof–Mannheim-Hauptbahnhof | Bahnstrecke Mannheim–Frankfurt am Main                                            | 1897       |        | |
| Waldhof–Mannheim-Neckarstadt                                  | Bahnstrecke Mannheim–Frankfurt am Main                                            | 1897       |        | „Neckarstadt“ meint den Bahnhof Mannheim-Neckarstadt |
| Goddelau-Erfelden–Darmstadt                                   | Bahnstrecke Darmstadt–Worms                                                       | 1897       |        | |
| Darmstadt–Wiebelsbach-Heubach–Erbach–Eberbach                 | Odenwaldbahn (Hessen)                                                             | 1897       |        | „Wiebelsbach-Heubach“ bezeichnet den heutigen Bahnhof Groß-Umstadt Wiebelsbach |
| Wiebelsbach-Heubach–Babenhausen–Hanau                         | Odenwaldbahn (Hessen)                                                             | 1897       |        | „Wiebelsbach-Heubach“ bezeichnet den heutigen Bahnhof Groß-Umstadt Wiebelsbach |
| Offenbach–Reinheim                                            | Rodgaubahn                                                                        | 1897       |        | Der Abschnitt Bahnhof Offenbach (Main) Ost – Dieburg wurde 1904 an die Eisenbahndirektion Frankfurt/Main abgegeben. |
| Rosenhöhe–Groß-Zimmern                                        | Bahnstrecke Darmstadt Ost–Groß-Zimmern                                            | 1897       |        | „Rosenhöhe“ bezeichnet den heutigen Bahnhof Darmstadt Ost |
| Rheindürkheim–Osthofen–Gau-Odernheim                          | Bahnstrecke Osthofen–Rheindürkheim–Guntersblum Bahnstrecke Gau Odernheim–Osthofen | 1897       |        | |
| Offenbach-Bieber–Dietzenbach                                  | Bahnstrecke Offenbach-Bieber–Dietzenbach                                          | 1898       | 1904   | 1898 neu eröffnet, 1904 an die Eisenbahndirektion Frankfurt/Main abgegeben. |
| Mörlenbach–Wahlen                                             | Überwaldbahn                                                                      | 1901       |        | |
| Simmern–Kastellaun                                            | Hunsrückbahn                                                                      | 1901       | 1904   | Abgabe an die Eisenbahndirektion St. Johann/Saarbrücken |
| Simmern–Kirchberg                                             | Hunsrückquerbahn                                                                  | 1901       | 1904   | Abgabe an die Eisenbahndirektion St. Johann/Saarbrücken |
| Frankfurt-Louisa–Darmstadt–Heppenheim–Landesgrenze            | Bahnstrecke Frankfurt am Main–Heidelberg                                          | 1902       |        | Aus der aufgelösten, bis dahin eigenständigen Main-Neckar-Eisenbahn-Gesellschaft. 1907 wurde die Grenze der Zuständigkeit zwischen den Direktionen Mainz und Frankfurt zu einem Punkt südlich des Bahnhofs Neu-Isenburg verlegt. |
| Darmstadt-Eberstadt–Pfungstadt                                | Pfungstadtbahn                                                                    | 1902       |        | Hessische Staatsbahnstrecke, vorher durch die nun aufgelöste, bis dahin eigenständigen Main-Neckar-Eisenbahn-Gesellschaft betrieben.                                                                                             |
| Bickenbach–Seeheim                                            | Bahnstrecke Bickenbach–Seeheim                                                    | 1902       |        | Hessische Staatsbahnstrecke, vorher durch die nun aufgelöste, bis dahin eigenständigen Main-Neckar-Eisenbahn-Gesellschaft betrieben.                                                                                             |
| Weinheim–Fürth i. Odenwald                                    | Weschnitztalbahn                                                                  | 1902       |        | Hessische Staatsbahnstrecke, vorher durch die nun aufgelöste, bis dahin eigenständigen Main-Neckar-Eisenbahn-Gesellschaft betrieben.                                                                                             |
| Neu Isenburg–Neu Isenburg Stadt                               | Bahnstrecke Neu Isenburg–Neu Isenburg Stadt                                       | 1903       | 1907   | 1903 eröffnet, 1907 an die Eisenbahndirektion Frankfurt/Main abgegeben. |
| Kastellaun–Boppard                                            | Hunsrückquerbahn                                                                  | 1903, 1908 | 1904   | Die Strecke befand sich 1903/1904 in der Bauvorbereitung, kam dann in die Zuständigkeit der Eisenbahndirektion St. Johann/Saarbrücken und wurde 1908 wieder zurück in die Zuständigkeit der Direktion Mainz übertragen.          |
| Hochheim (ausschließlich)–Horchheim                           | Rechte Rheinstrecke                                                               | 1904       |        | Von der Eisenbahndirektion Frankfurt |
| Curve–Wiesbaden-Dotzheim                                      | Aartalbahn                                                                        | 1904       |        | Von der Eisenbahndirektion Frankfurt |
| * Curve–Biebrich Rheinbahnhof                                 | Bahnstrecke Curve–Biebrich                                                        | 1904       |        | Von der Eisenbahndirektion Frankfurt |
| Curve–Biebrich                                                | Taunus-Eisenbahn Rechte Rheinstrecke                                              | 1904       |        | Von der Eisenbahndirektion Frankfurt |
| Wiesbaden-Dotzheim–Langenschwalbach                           | Aartalbahn                                                                        | 1907       |        | Von der Eisenbahndirektion Frankfurt |
| Wiesbaden–Niedernhausen                                       | Ländchesbahn                                                                      | 1907       |        | Von der Eisenbahndirektion Frankfurt |